# Listă de filme Războiul stelelor produse de fani

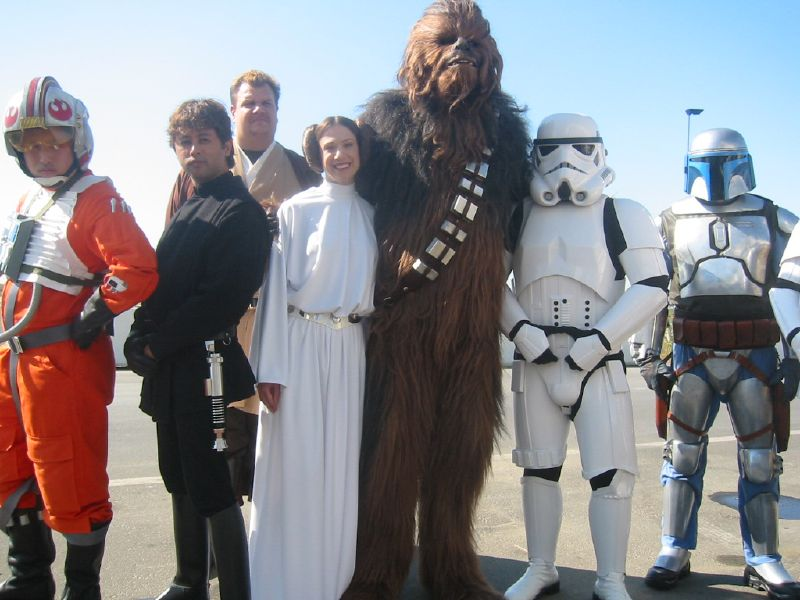

Aceasta este o listă de filme Războiul stelelor produse de fani Arhivat în 3 octombrie 2013, la Wayback Machine.:
- Broken Allegiance  Arhivat în 4 februarie 2010, la Wayback Machine.
- Brooklyn Force
- Chad Vader  Arhivat în 2 martie 2010, la Wayback Machine.
- Crazy Watto
- The Dark Redemption
- Dark Resurrection
- Darth Vader's Psychic Hotline
- Duality
- Essence of the Force Arhivat în 2 noiembrie 2011, la Wayback Machine.
- Fanboys
- Forced Alliance Arhivat în 2 martie 2010, la Wayback Machine.
- The Formula
- George Lucas in Love
- Hardware Wars
- How the Sith Stole Christmas
- IG-88: The Dancing Robot Arhivat în 2 martie 2010, la Wayback Machine.
- The Jedi Hunter
- Knightquest
- Padmé
- The Phantom Edit
- Pink Five
- Pink Five Strikes Back
- Reign of the Fallen
- Return of Pink Five
- Run Leia Run
- Ryan vs. Dorkman
- Saber Arhivat în 2 martie 2013, la Wayback Machine.
- Saving Star Wars
- Sith Apprentice
- Star Dudes
- Star Wars Gangsta Rap
- Star Wars: Revelations
- Star Wars: The Emperor's New Clones
- Thumb Wars
- Trooper Clerks
- Troops